# USS Walter S. Gorka (APD-114)
USS Walter S. Gorka (APD-114) là một tàu vận chuyển cao tốc lớp Crosley, nguyên được cải biến từ chiếc DE-604, một tàu hộ tống khu trục lớp Rudderow, và đã phục vụ cùng Hải quân Hoa Kỳ trong Chiến tranh Thế giới thứ hai. Nó là chiếc tàu chiến duy nhất của Hải quân Hoa Kỳ được đặt cái tên này, theo tên hạ sĩ quan Walter S. Gorka (1922-1942), người từng phục vụ như điện báo viên/xạ thủ trên máy bay Grumman TBF Avenger thuộc Liên đội Tuần tiễu Hộ tống VGS-27 trên tàu sân bay hộ tống Suwannee (ACV-27), đã tử trận trong một phi vụ trong Chiến dịch Torch tại Bắc Phi vào ngày 10 tháng 11, 1942 và được truy tặng Huân chương Không lực. Nó đã phục vụ cho đến khi chiến tranh kết thúc, xuất biên chế năm 1947, rồi được chuyển cho Ecuador vào năm 1961 để sử dụng như một trạm phát điện nổi. Số phận sau cùng của con tàu không rõ.

## Thiết kế và chế tạo
Thiết kế của lớp Crosley dựa trên việc cải biến lớp tàu hộ tống khu trục Rudderow. Cấu trúc thượng tầng con tàu được mở rộng, đồng thời tháo dỡ bớt vũ khí trang bị để lấy chỗ bố trí nơi nghỉ cho 162 binh lính được vận chuyển cùng khoảng 40 tấn trang bị. Hệ thống động lực tương tự như với các lớp Buckley và Rudderow; là kiểu động cơ turbine-điện General Electric, cung cấp điện năng cho mô-tơ điện để dẫn động hai trục chân vịt.
Dàn vũ khí được giữ lại bao gồm một khẩu pháo 5 inch (130 mm)/38 cal bố trí một phía trước mũi; ba khẩu đội pháo phòng không Bofors 40 mm nòng đôi và sáu pháo phòng không Oerlikon 20 mm; vũ khí chống ngầm gồm hai đường ray Mk. 9 để thả mìn sâu. Thủy thủ đoàn đầy đủ bao gồm 15 sĩ quan và 168 thủy thủ; và con tàu được bố trí tiện nghi để vận chuyển 12 sĩ quan cùng 150 binh lính đổ bộ.
Walter S. Gorka được đặt lườn như là chiếc DE-604 tại Xưởng tàu Bethlehem-Hingham ở Hingham, Massachusetts vào ngày 20 tháng 3, 1945. Nó được hạ thủy vào ngày 26 tháng 5, 1945, được đỡ đầu bởi bà Josephine B. Gorka. Đang khi được hoàn thiện, con tàu được xếp lại lớp như một tàu vận chuyển cao tốc vào ngày 17 tháng 7, 1945, mang ký hiệu lườn mới APD-114, và nhập biên chế cùng Hải quân Hoa Kỳ vào ngày 7 tháng 8, 1945 dưới quyền chỉ huy của Hạm trưởng, Thiếu tá Hải quân Richard G. Werner.

## Lịch sử hoạt động
Walter S. Gorka vẫn đang trong quá trình được trang bị khi Nhật Bản chấp nhận đầu hàng vào ngày 15 tháng 8, 1945 giúp chấm dứt vĩnh viễn cuộc xung đột. Nó tiến hành việc chạy thử máy huấn luyện tại khu vực vịnh Guantánamo, Cuba từ ngày 2 đến ngày 27 tháng 9. Khi quay trở về Hoa Kỳ, con tàu được đưa về thành phần dự bị thuộc Đội Florida Hạm đội Dự bị Đại Tây Dương tại sông St. Johns ở Green Cove Springs, Florida. Nó phục vụ như tàu chỉ huy trong quá trình đại tu ngừng hoạt động của nhiều tàu chị em cùng lớp.
Walter S. Gorka được cho xuất biên chế tại Green Cove Springs, Florida vào tháng 1, 1947. Tên nó được cho rút khỏi danh sách Đăng bạ Hải quân vào ngày 1 tháng 6, 1960, và con tàu được bán cho chính phủ Ecuador vào tháng 7, 1961 để sử dụng như một trạm phát điện nổi. Số phận sau cùng của con tàu không rõ.

## Phần thưởng
Nguồn: Navsource Naval History
|  |  |

| Huân chương Chiến dịch Hoa Kỳ | Huân chương Chiến thắng Thế Chiến II |